# CAC Next 20
O CAC Next 20 é um índice de bolsa calculado e difundido pela Euronext Paris.
Foi lançado no dia 31 de dezembro de 2002 com uma base de 3 000 pontos e é constituído pelas 20 empresas mais importantes logo a seguir às que integram o CAC 40, e que são, deste modo, candidatas a integrar o índice principal.
Este índice atingiu o seu máximo histórico no dia 4 de junho de 2007, tendo atingido os 8 271,78 pontos durante a sessão.

## Composição
A lista seguinte compreende as vinte empresas cotadas no CAC Next 20, à data de 9 de Janeiro de 2023
| Empresa        | Sector segundo o ICB                | Logo | Peso no índice |
| -------------- | ----------------------------------- | ---- | -------------- |
| Accor          | Viagens e lazer                     |      | 3.59           |
| ADP            | Transporte industrial               |      | 3.59           |
| Arkema         | Produtos químicos                   |      | 4.14           |
| BioMérieux     | Serviços e equipamentos médicos     |      | 3.97           |
| Bureau Veritas | Serviços de apoio                   |      | 6.73           |
| Edenred        | Serviços de apoio                   |      | 11.94          |
| EDF            | Electricidade                       |      | 6.61           |
| Eiffage        | Construção e materiais              |      | 6.32           |
| Euronext       | Serviços financeiros                |      | 4.80           |
| Faurecia       | Automóveis e componentes            |      | 2.30           |
| Gecina         | Imobiliário                         |      | 3.72           |
| Getlink        | Transporte industrial               |      | 6.13           |
| Klépierre      | Imobiliário                         |      | 3.40           |
| Rémy Cointreau | Bebidas                             |      | 3.64           |
| Rexel          | Equipamento eléctrico e electrónico |      | 3.79           |
| Sartorius      | Serviços e equipamentos médicos     |      | 6.64           |
| Sodexo         | Viagens e lazer                     |      | 6.46           |
| Solvay         | Produtos químicos                   |      | 5.80           |
| Ubisoft        | Bens de Lazer                       |      |                |
| Valeo          | Automóveis e componentes            |      | 3.31           |